# Alma-chan wa Kazoku ni Naritai
Alma-chan wa Kazoku ni Naritai (少女型兵器は家族になりたい Aruma-chan wa Kazoku ni Naritai?) es una serie de manga japonesa escrita e ilustrada por Nanateru. Se publicó en línea a través del sitio web Comic Newtype de Kadokawa Shoten desde julio de 2021 hasta febrero de 2024 y se recopiló en tres volúmenes tankōbon. Un manga secuela también ilustrado por Nanateru, titulado Alma-chan wa Kazoku ni Naritai Z, comenzó a publicarse en el mismo sitio web en julio de 2024. Una adaptación de la serie de televisión de anime producida por Studio Flad se estrenará en 2025.

## Personajes
Alma-chan (アルマちゃん Aruma-chan?)
 Seiyū: Manaka Iwami (PV)
Enji Kamisato (神里 エンジ Kamisato Enji?)
 Seiyū: Ryōta Suzuki
Suzume Yobane (夜羽 スズメ Yobane Suzume?)
 Seiyū: M.A.O

## Contenido de la obra

### Manga
Alma-chan wa Kazoku ni Naritai está escrito e ilustrado por Nanateru y comenzó la serialización en el sitio web Comic Newtype de Kadokawa Shoten del 9 de julio de 2021 al 2 de febrero de 2024. Sus capítulos se recopilaron en tres volúmenes tankōbon publicados del 10 de marzo de 2022 al 26 de marzo de 2024.
Una secuela del manga también ilustrada por Nanateru, titulada Alma-chan wa Kazoku ni Naritai Z, comenzó a publicarse en el mismo sitio web el 19 de julio de 2024.
| Volúmenes de manga publicados | Volúmenes de manga publicados | Volúmenes de manga publicados |
| Número                        | Fecha de lanzamiento          | ISBN                          |
| ----------------------------- | ----------------------------- | ----------------------------- |
| 1                             | 10 de marzo de 2022           | ISBN 978-4-04-112178-8        |
| 2                             | 10 de marzo de 2023           | ISBN 978-4-04-112934-0        |
| 3                             | 26 de marzo de 2024           | ISBN 978-4-04-114757-3        |

### Anime
El 17 de enero de 2025 se anunció una adaptación de la serie de televisión de anime. La serie está producida por Studio Flad y dirigida por Yasuhiro Minami, con Yukie Sugawara escribiendo los guiones de la serie y Mika Yamamoto diseñando los personajes. Su estreno está previsto para 2025. Crunchyroll obtuvo la licencia de la serie en todo el mundo excepto Japón y China.

### Otros medios
En conmemoración del lanzamiento del primer volumen, se subió un video promocional al canal de YouTube de Kadokawa Anime el 10 de marzo de 2022. El video presentó la actuación de voz de Manaka Iwami como el personaje principal.

## Recepción
La serie fue nominada a los séptimos premios Next Manga Awards en 2021 en la categoría web.